# 東真由美
東 真由美（あずま まゆみ、10月7日 - ）は、兵庫県出身のフリーアナウンサー。血液型A型。身長162cm。オフィスキイワード所属。（年齢は非公表）

## プロフィール
- 芦屋大学教育学部卒業。
- 2001年4月から2004年3月まではNHK高知放送局の契約キャスターで、契約満了の後、2004年4月NHK松山放送局に移籍した。松山放送局在籍は2004年度の途中までであった。両放送局ではいずれも夕方の情報番組のニュースなどを担当した。
- 現在は出身地である兵庫県に戻り、2005年からサンテレビの契約アナウンサーをしている。
- 趣味は読書。
- 漢字検定準二級を持つ。
- 2012年に第一子を出産。

## 現在の出演番組
- 子育て情報ランド（サンテレビ）
- SUN-TVニュース（サンテレビ）
- 県政週刊プラス1（びわ湖放送）

## 過去の出演番組
- NHK高知放送局　「とさ情報市」キャスター（2001、2002年度）、「いきいきワイド とさ情報市」午後6時台キャスター（2003年度）
- NHK松山放送局　いよかんワイド午後5時台キャスター（2004年度途中まで）
- サンテレビ 「ニュースEyeランド」（2005年〜2007年3月）
- サンテレビ 「ニュース・シグナル」（2007年3月〜2011年12月）
- ハッピーファミリー（伊丹コミュニティ放送）
- 県政テレビ夕刊プラス1（びわ湖放送）
- Hometown神戸・芦屋（ジェイコム神戸・芦屋）